# RDNA 3

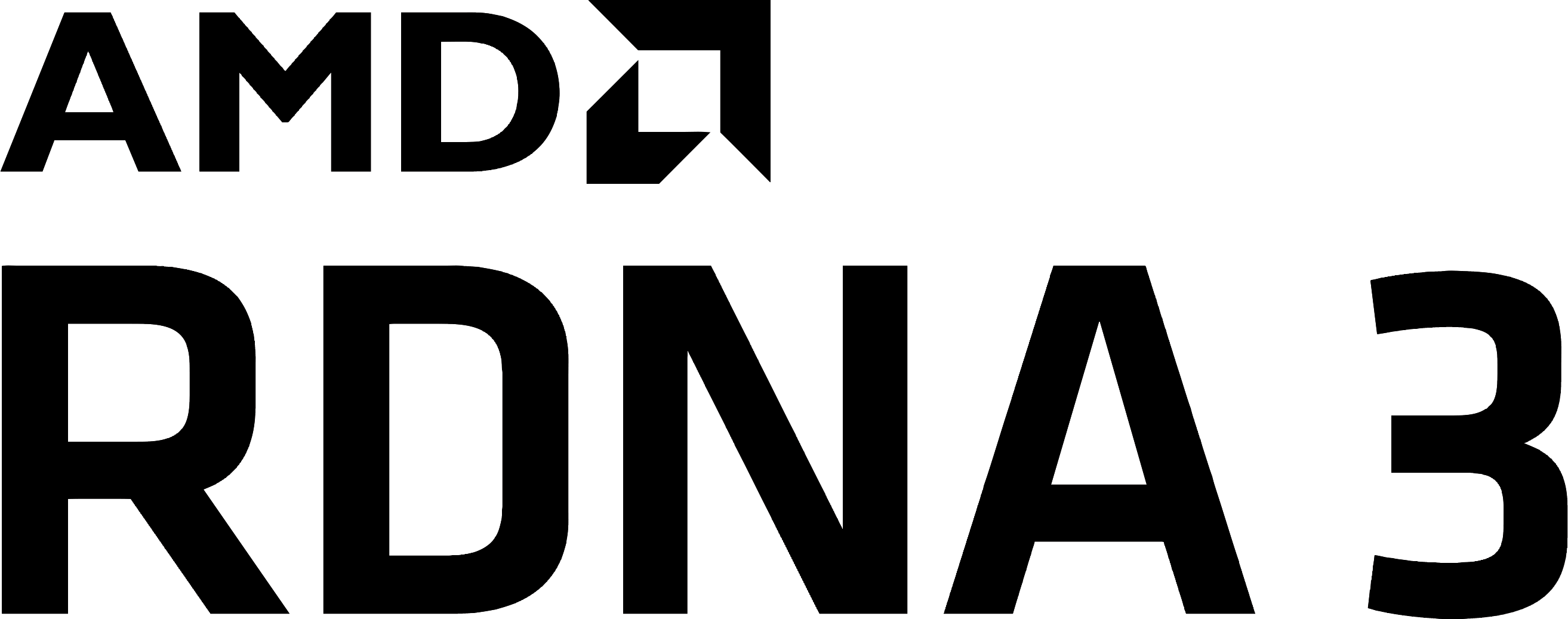

RDNA 3는 AMD가 설계한 GPU 마이크로아키텍처로, 2022년 12월 13일 라데온 RX 7000 시리즈와 함께 출시되었다. RDNA 3는 RX 7000 시리즈를 구동하는 것 외에도 AMD가 에이수스 ROG Ally 및 Lenovo Legion Go를 위해 설계한 SoC에도 탑재되어 있다.

## 배경
2022년 6월 9일, AMD는 재무 분석가의 날을 개최하여 2022년에 출시될 RDNA 3과 2024년에 출시될 RDNA 4에 대한 언급이 포함된 클라이언트 GPU 로드맵을 발표했다. AMD는 투자자들에게 와트당 성능 향상을 달성하려는 의도를 발표했다. RDNA 3의 경우 50% 이상이며 향후 아키텍처는 5nm 프로세스의 칩렛 패키징을 사용하여 구축될 것이다.
RDNA 3에 대한 미리 보기는 2022년 8월 29일 AMD의 Ryzen 7000 공개 이벤트가 끝날 무렵 포함되었다. 미리 보기에는 Lies of P의 RDNA 3 실행 게임 플레이, AMD CEO 리사 수가 칩렛 디자인이 사용될 것임을 확인하는 내용이 포함되었다.
RDNA 3 아키텍처에 대한 전체 세부 정보는 2022년 11월 3일 라스베이거스에서 열린 행사에서 공개되었다.